# Villingafjall
Villingafjall är en kulle i republiken Island. Den ligger i regionen Norðurland eystra, 280 km nordost om huvudstaden Reykjavík. Toppen på Villingafjall är 414 meter över havet, eller 94 meter över den omgivande terrängen. Bredden vid basen är 0,70 km.
Trakten runt Villingafjall är nära nog obefolkad, med mindre än två invånare per kvadratkilometer. Närmaste större samhälle är Reykjahlíð, omkring 11 kilometer norr om Villingafjall. Trakten runt Villingafjall är ofruktbar med lite eller ingen växtlighet.